# Сплюшка пуерто-риканська
Сплюшка пуерто-риканська (Gymnasio nudipes) — вид хижих птахів родини совових (Strigidae). Поширений на Антильських островах.

## Поширення
Вид поширений в Пуерто-Рико та на Віргінських островах. Вимер на острові В'єкес (Пуерто-Рико). Його основним природним середовищем існування є вологі рівнинні ліси, але він також зустрічається в сухих лісах і міських районах.

## Опис
Маючи довжину тіла приблизно від 20 до 22 см, сплюшка пуерто-риканська є малим або середнім видом у своєму роді. У неї відсутні вуха. Ноги лише наполовину оперені, очі карі. Лицевий диск не має помітної облямівки.

## Спосіб життя
Вид нічних сов. Птах ночує в густому листі дерев або заростях, але також використовує печери як денне місце відпочинку. Раціон в основному складається з комах і павуків. Іноді він також нападає на менших хребетних. Період розмноження триває з квітня по червень. Кладка складається з двох-трьох білих яєць, які висиджує виключно самиця. У період розмноження самець забезпечує самку їжею.